# Mário Olinger
Mário Olinger (Brusque, 23 de setembro de 1918 — 14 de abril de 1991) foi um político brasileiro.
Filho de Artur Olinger e de Corália Olinger. Casou com Juracy de Freitas Olinger.
Foi prefeito de Brusque, de 23 de abril de 1947 a 3 de janeiro de 1948.
Foi deputado à Assembleia Legislativa de Santa Catarina na 3ª legislatura (1955 — 1959), na 4ª legislatura (1959 — 1963), na 5ª legislatura (1963 — 1967), e na 6ª legislatura (1967 — 1971).